# Festival Internacional de Cinema de Istambul
.
O Festival Internacional de Cinema de Istambul (em turco:  Uluslararası İstanbul Film Festivali) é o mais importante e mais antigo festival de cinema da Turquia. Realiza-se anualmente em abril desde 1982 tem como objetivo incentivar a produção cinematográfica turca e promover filmes de qualidade no mercado de cinema da Turquia. É organizado pela Fundação Para as Artes e Cultura de Istambul (İstanbul Kültür Sanat Vakfı, IKSV), uma organização sem fins lucrativos.

## História
O festival foi organizado pela primeira vez em 1982, no âmbito do Festival Internacional de Istambul, como "Semana do Cinema", consistindo então na apresentação de seis filmes. O único tema dos filmes participantes era "Artes e Cinema", em linha com o contexto do Festival Internacional de Istambul. Em 1983 o evento foi realizado com o título "Dias do Cinema de Istambul", tendo-se realizado ao longo de um mês integrado no mesmo festival.
A partir de 1984 o festival ganhou identidade própria e foi transferido para o mês de abril. Em 1985, foram incluídas duas secções de competição no programa, uma para cinema turco e outra para produções internacionais. Desde 1987 que os "Prémios Honorários de Cinema" são apresentados.
Nos anos seguintes, os "Dias do Cinema de Istambul" estabeleceu firmemente a sua posição entre os festivais mais importantes do mundo, pela grande quantidade de filmes apresentados e a qualidade e versatilidade do seu programa. No início de 1989 o evento foi reconhecido como "festival de competição especializado" pela FIAPF (Federação Internacional das Associações de Produtores de Cinema). Paralelamente a este desenvolvimento, os "Dias do Cinema de Istambul" foi rebatizado de Festival Internacional de Cinema de Istambul.
A partir de 1996, além dos "Prémios Honorários de Cinema", passaram a ser entregues prémios de carreira a cineastas, atores e atrizes. Em 2006, ano do 25º aniversário, o festival criou uma plataforma de encontros entre profissionais de cinema turcos e europeus, com o título "Encontros na Ponte", com o objetivo de fomentar a discussão de possibilidades de financiamento entre instituições cinematográficas europeias e produtores e diretores de cinema turcos. Igualmente em 2006, Azize Tan, até então o vice-diretor do festival, substituiu no cargo de diretor Hülya Uçansu.
Em 2007 o Conselho da Europa, através do seu fundo Eurimages, instituiu o Prémio de Cinema do Conselho da Europa (FACE) a ser atribuido a um filme selecionado dentre os apresentados na secção de Direitos Humanos e Cinema do festival. Em 2009 passou a ser atribuido.
Entre 1984 e 2005, 2 065 000 espectadores tinham assistido a 2 330 filmes de 72 países diferentes. Em 2006 foram apresentados 200 filmes de 42 países em 20 secções. Em 2007 o número de espectadores do evento foi de 170 000.

## Censura
Em 1988 inspetores do governo obrigaram a retirar 5 dos 180 filmes a serem apresentados no festival. Entre eles encontrava-se de "Betty Blue", do francês Jean-Jacques Beineix, e "Yakaris", do georgiano Tengiz Abuladze, este último por ser considerado "anti-islâmico" e foram exigidos cortes das cenas eróticas dos outros quatro filmes, alguns deles do já então falecido realizador turco Yılmaz Güney. Após a notificação dos censores, o então presidente do Júri da Tulipa de Ouro, Elia Kazan, organizou uma marcha de protesto que contou com a participação de cineastas turcos. O Ministério da Cultura turco viria a decretar a isenção da censura sobre todos os festivais internacionais de cinema.

## Prémios
- Tulipa de ouro (para o melhor filme da competição internacional)
- Melhor filme turco do ano
- Melhor realizador turco do ano
- Prémio especial do júri
- Menção especial
- Melhor ator e melhor atriz (competição nacional)
- Menção honrosa
- Prémio de carreira
- Prémio da Federação Internacional da Imprensa cinematográfica (Fédération internationale de la presse cinématographique, FIPRESCI); em memória de Onat Kutlar um dos fundadores do festival; competições nacional e internacional
- Prémio de Cinema do Conselho da Europa (FACE)
- Prémio do público

## Principais vencedores

### Competição internacional (Tulipa Dourada)
| Ano  | Filme                                               | Realizador                         |
| 2016 | Un Monstruo de Mil Cabezas                          | Rodrigo Plá México                 |
| 2015 | Cancelado                                           |                                    |
| 2014 | Blind                                               | Eskil Vogt Noruega                 |
| 2013 | What Richard Did                                    | Lenny Abrahamson Irlanda           |
| 2012 | The Loneliest Planet                                | Julia Loktev Rússia Estados Unidos |
| 2011 | Microphone                                          | Ahmad Abdalla Egito                |
| 2010 | De helaasheid der dingen                            | Felix van Groeningen Bélgica       |
| 2009 | Tony Manero                                         | Pablo Larraín Chile                |
| 2008 | Yumurta                                             | Semih Kaplanoğlu Turquia           |
| 2007 | Reprise (filme)                                     | Joachim Trier Noruega              |
| 2006 | A Cock and Bull Story                               | Michael Winterbottom Reino Unido   |
| 2005 | La femme de Gilles                                  | Frédéric Fonteyne Bélgica          |
| 2005 | Kohi Jikou                                          | Hou Hsiao-Hsien Taiwan             |
| 2004 | Bu San                                              | Tsai Ming-Liang Taiwan             |
| 2003 | Tan de repente                                      | Diego Lerman Argentina             |
| 2002 | Magonia                                             | Ineke Smits Países Baixos          |
| 2001 | Die Unberührbare                                    | Oskar Roehler Países Baixos        |
| 2000 | Mayıs Sıkıntısı (Nuvens de maio)                    | Nuri Bilge Ceylan Turquia          |
| 1999 | El viento se llevó lo que                           | Alejandro Agresti Argentina        |
| 1998 | Ayneh                                               | Jafar Panahi Irão                  |
| 1997 | Bian Lian                                           | Wu Tian-ming China                 |
| 1996 | Zusje (A Irmã Mais Nova)                            | Robert Jan Westdijk Países Baixos  |
| 1995 | Saimt el qusur                                      | Moufida Tlatli Tunísia             |
| 1994 | Mavi Sürgün (O Exílio Azul)                         | Erden Kıral Turquia                |
| 1993 | Manila Paloma Blanca                                | Daniele Segre Itália               |
| 1992 | A Vida por Uma Corda                                | Chen Kaige China                   |
| 1991 | Farendj                                             | Sabine Prenczina                   |
| 1990 | Nar-o-nay (Romã e Cana)                             | Saeed Ebrahimifar França           |
| 1989 | Za Sada Bez Dobrog Naslova (Um Filme Sem Nome)      | Srđan Karanović Sérvia             |
| 1988 | Travelling Avant                                    | Jean-Charles Tacchella França      |
| 1987 | Khrani Menya, Moj Talisman (Guarda-me, Meu Talismã) | Roman Balayan RSFS da Rússia       |
| 1986 | Yesterday                                           | Radoslaw Piwowarski Polónia        |
| 1985 | 1984                                                | Michael Radford Reino Unido Índia  |

### Competição nacional (melhor filme turco)
| Ano  | Filme                                                            | Realizador                                                          |
| 2016 | Toz Bezi (Duster)                                                | Ahu Öztürk                                                          |
| 2015 | Cancelado                                                        |                                                                     |
| 2014 | Ben O Değilim (I Am Not Him)                                     | Tayfun Pirselimoğlu                                                 |
| 2013 | Thou Gild'st The Even (Sen Aydınlatırsın Geceyi)                 | Onur Ünlü                                                           |
| 2012 | Tepenin Ardı (Back of Hill)                                      | Emin Alper                                                          |
| 2011 | Saç (Cabelo)                                                     | Tayfun Pirselimoğlu                                                 |
| 2010 | Vavien                                                           | Taylan Biraderler                                                   |
| 2009 | Köprüdekiler (Homens na Ponte)                                   | Aslı Özge                                                           |
| 2008 | Summer Book (Tatil Kitabı)                                       | Seyfi Teoman                                                        |
| 2007 | İklimler (Climas)                                                | Nuri Bilge Ceylan                                                   |
| 2006 | Beş Vakit (Ventos e Tempos)                                      | Reha Erdem                                                          |
| 2005 | Anlat İstanbul (Histórias de Istambul)                           | Ümit Ünal, Kudret Sabancı, Selim Demirdelen, Yücel Yolcu, Ömür Atay |
| 2004 | Karpuz Kapuğundan Gemiler Yapmak (Barcos de Casca de Melão)      | Ahmet Uluçay                                                        |
| 2003 | Uzak (Distante)                                                  | Nuri Bilge Ceylan                                                   |
| 2002 | 9                                                                | Ümit Ünal                                                           |
| 2001 | Dar Alanda Kısa Paslaşmalar (Fora de Jogo)                       | Serdar Akar                                                         |
| 2001 | Herkes Kendi Evinde (Longe de Casa)                              | Semih Kaplanoğlu                                                    |
| 2000 | Mayıs Sıkıntısı (Nuvens de Maio)                                 | Nuri Bilge Ceylan                                                   |
| 1999 | Güneşe Yolculuk (Jornada Até o Sol)                              | Yeşim Ustaoğlu                                                      |
| 1998 | Masumiyet (Inocência)                                            | Zeki Demirkubuz                                                     |
| 1997 | Akrebin Yolculuğu (Jornada do Ponteiro de Relógio)               | Ömer Kavur                                                          |
| 1996 | 80.Adım (O 80º Degrau)                                           | Tomris Giritlioğlu                                                  |
| 1995 | İz (Vestígios)                                                   | Yeşim Ustaoğlu                                                      |
| 1994 | Bir Sonbahar Hikayesi (Uma História de Outono)                   | Yavuz Özkan                                                         |
| 1993 | İki Kadın (Duas Mulheres)                                        | Yavuz Özkan                                                         |
| 1992 | Gizli Yüz (Face Secreta)                                         | Ömer Kavur                                                          |
| 1991 | Camdan Kalp (Um Coração de Vidro)                                | Fehmi Yaşar                                                         |
| 1990 | Karartma Geceleri (Noites de Escuridão)                          | Yusuf Kurçenli                                                      |
| 1989 | Uçurtmayı Vurmasınlar (Não os deixem disparar contra o papagaio) | Tunç Başaran                                                        |
| 1988 | Biri ve Diğerleri (Um e os Outros)                               | Tunç Başaran                                                        |
| 1987 | Anayurt Oteli (O Hotel da Pátria)                                | Ömer Kavur                                                          |
| 1986 | Züğürt Ağa                                                       | Nesli Çölgeçen                                                      |
| 1986 | Amansız Yol (Estrada Desesperada)                                | Ömer Kavur                                                          |
| 1986 | Adı Vasfiye (O Nome Dela é Vasfiye)                              | Atıf Yılmaz                                                         |
| 1985 | Bir Yudum Sevgi (Um Trago de Amor)                               | Atıf Yılmaz                                                         |